# سيدي احمد بومديان (لقصار)
سيدي احمد بومديان هو دُوَّار يقع بجماعة سيدي عيسى، إقليم آسفي، جهة مراكش آسفي في المملكة المغربية. ينتمي الدوّار لمشيخة لقصار التي تضم 28 دوار. يقدر عدد سكانه بـ 196 نسمة حسب الإحصاء الرسمي للسكان والسكنى لسنة 2004.

## روابط خارجية
- البوابة الوطنية للجماعات الترابية نسخة محفوظة 12 مارس 2018 على موقع واي باك مشين.
- المندوبية السامية للتخطيط